# إغناطيوس عبد الله الثاني
إغناطيوس عبد الله الثاني صطوف (بالسريانية: ܩܕܝܫܘܬܗ ܕܡܪܢ ܦܛܪܝܪܟܐ ܡܪܝ ܐܝܓܢܐܛܝܘܣ ܥܒܕܠܠܗ ܬܪܝܢܐ) هو البطريرك الـ 118 للكنيسة السريانية الأرثوذكسية. ولد في صدد في سوريا (التي كانت جزءاً من الإمبراطورية العثمانية حينها) عام 1833 وانخرط في السلك الرهباني في سن مبكرة وارتسم كاهناً في وقت لاحق. عام 1870 قام بجولة في منطقة طور عبدين سجل خلالها أسماء القرى والأديرة والكنائس وأعضاء السلك الكهنوتي السرياني وكذلك العوائل التي تسكن هناك. وفي عام 1872 سماه البطريرك بطرس الرابع مطرانا على القدس باسم غريغوريوس، ورافق البطريرك في زيارته إلى إنجلترا و‌الهند من عام 1874 إلى عام 1877. بعد عودة البطريرك من الهند بقي المطران غريغوريوس سنتين إضافيتين قبل أن يعود إلى لندن حيث أمن الحصول على مطبعة لدير الزعفران. تسلم بعدها مطرانية سوريا ومن ثم ديار بكر. قام عام 1888 بزيارة أخرى للندن قام خلالها بالمشاركة بدورات مؤتمر لامبيث المنعقد برعاية أسقف كانتربري، وهناك حصل على مطبعة ثانية.
عُزل البطريرك السرياني إغناطيوس عبد المسيح الثاني من منصبه عام 1903، وتم اختيار المطران غريغوريوس عبد الله ليخلفه وتم تنصيبه بطريركاً جديداً عام 1906. وبعد فترة قصيرة قام بزيارة جديدة إلى لندن ومنها إلى الهند بين عامي 1908 و1912، وفي العاصمة الإمبراطورية قابل الملك إدوارد السابع مرتين. في الهند قام بتأسيس أبرشية الكناعنة. مع عودته من الهند استقر البطريرك في دير مار مرقس في القدس حتى وفاته عام 1915 ودفن هناك. نال البطريرك عبد الله الثاني سطوف وسام من الملك إدوارد السابع ووسامين من السلطان العثماني.

## مواضيع ذات صلة
- الكنيسة السريانية الأرثوذكسية
- قائمة البطاركة السريان في انطاكية